# Ageas

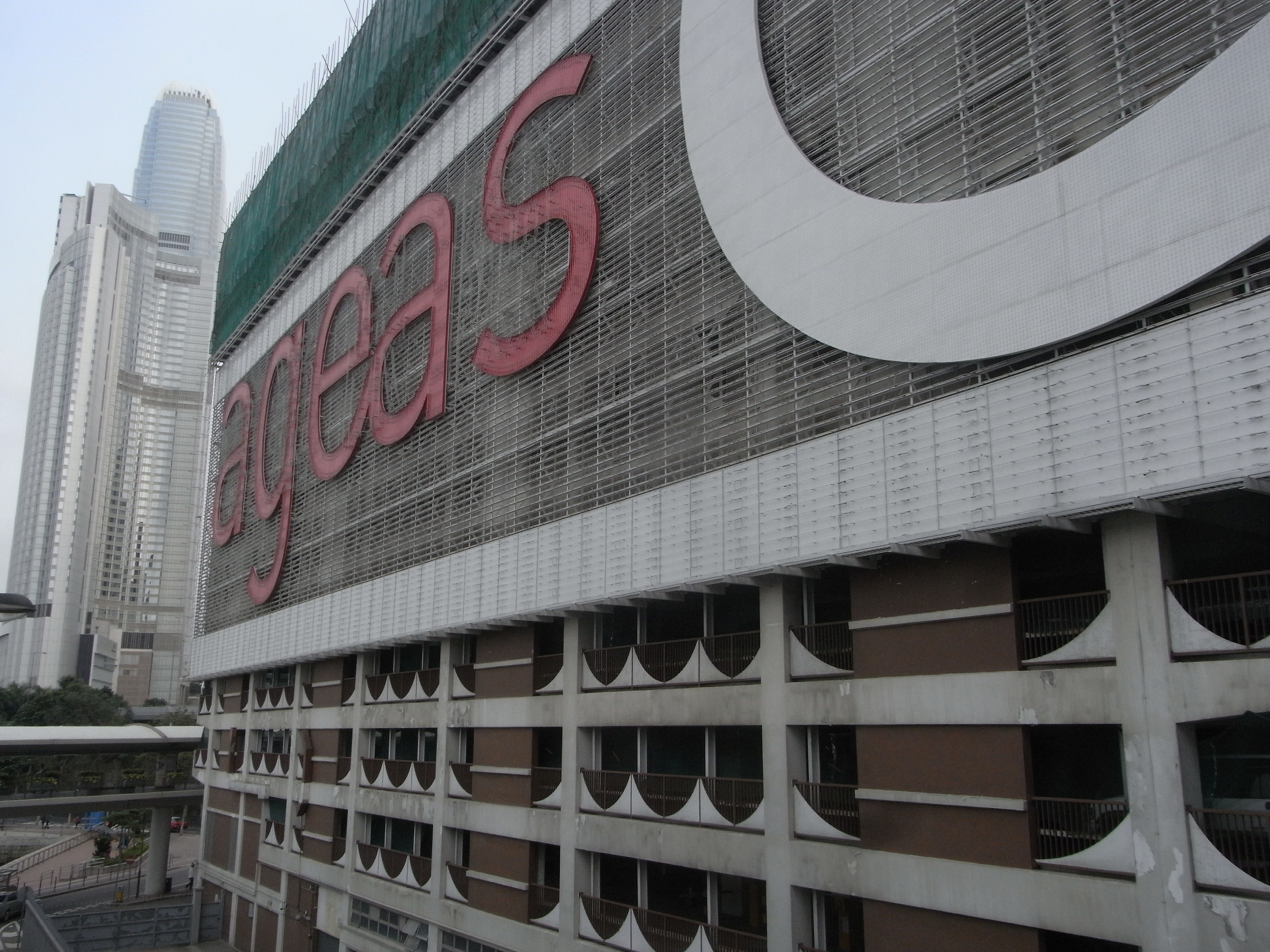
Ageas aan het Four Seasons Hotel in Hongkong

Ageas is een Belgisch verzekeraar. Ageas omvat AG Insurance (belang van 75%), Ageas Insurance International en een minderheidsbelang in Royal Park Investments. Er werken 44.000 mensen bij Ageas. De verzekeraar is alleen actief in veertien landen in Europa en Azië, zoals België, Verenigd Koninkrijk, Portugal, Turkije, China, Maleisië, India, Thailand, Vietnam, Laos, Cambodja, Singapore en en de Filipijnen. Het heeft een notering aan de Euronext.

## Geschiedenis
Ageas was onder de naam 'Fortis Holding' tot midden 2008 de holding die het moederbedrijf was van de Fortis Bank. De bedrijfsonderdelen zijn eind september en begin oktober aan de Nederlandse staat en eind september aan de Belgische staat verkocht. De meeste Belgisch-Nederlandse dochteronderdelen zijn gesplitst en verkocht aan BNP Paribas en de Nederlandse staat. Alleen de Belgische en de internationale verzekeringstakken zijn nog over evenals een meerderheidsbelang in een kredietportefeuille.
Op 29 april 2010 stemden de aandeelhouders in met het voorstel om de naam te veranderen in Ageas. Door de kredietcrisis had de naam Fortis imagoschade opgelopen, en daarnaast kocht BNP Paribas naast de bankonderdelen ook de naam. Begin 2011 was de naamswijziging voltooid. AG Insurance, dat voorheen Fortis Insurance Belgium heette, was al hernoemd.
In augustus 2015 meldde Ageas de verkoop van zijn levensverzekeringsactiviteiten in Hongkong aan de Chinese vermogensbeheerder JD Capital voor 1,23 miljard euro. Ageas wil zich richten op snelgroeiende landen in de regio waar het nu al actief is via joint ventures: Maleisië, Volksrepubliek China, Thailand, India, Filipijnen en Vietnam. In Hongkong blijft het regionale kantoor van Ageas gevestigd. De transactie moet nog goedgekeurd worden en zal naar verwachting begin 2016 worden gefinaliseerd.
In maart 2016 kwamen Ageas en de oud-aandeelhouders die verlies hebben geleden bij de ondergang van Fortis tot een vergelijk. Ageas is bereid een schadeloosstelling te betalen van 1,2 miljard euro. Hiermee komt een einde aan de belangrijkste gerechtelijke procedures en Ageas schikt zonder erkenning van enige fout. De schikking is bereikt met beleggersorganisaties Deminor, Stichting Fortiseffect, Stichting Investor Claims against Fortis en de Vereniging van Effectenbezitters. De overeenkomst is medio 2018 door het Amsterdamse hof verbindend verklaard. De afspraken zijn wel aangepast waarbij actieve en niet-actieve aandeelhouders nu evenveel geld per aandeel krijgen.
In mei 2021 nam Ageas het 40% aandelenbelang van Aviva in de Turkse beursgenoteerde levens- en pensioenverzekeraar AvivaSA over voor 142 miljoen euro. De andere grootaandeelhouder is Sabanci Holding (40%) en de rest wordt op de beurs verhandeld. AvivaSA is de op vier na grootste levensverzekeringsmaatschappij in Turkije met twee miljoen klanten en werd in 2007 opgericht. 
In september 2022 verkreeg Ageas het resterende belang van 25% van IDBI Bank in de Indiase joint venture voor levensverzekeringen Ageas Federal Life Insurance Company Ltd. (AFLIC). Aeges heeft hiermee een aandelenbelang van 74% in AFLIC en Federal Bank heeft de overige 26% in handen. IDBI blijft nog wel een distributiepartner voor de verzekeringen.
Ageas rondde de verkoop van zijn Franse levensverzekerings-activiteiten af in september 2023. Ageas France, Ageas Retraite, Ageas Patrimoine en Sicavonline zijn overgenomen door La Mutuelle Epargne Retraite Prévoyance Carac.
In januari 2024 heeft Ageas een bod gedaan van zo'n drie miljard pond op Direct Line, een specialist op het gebied van auto-, woning- en huisdierverzekeringen. Ageas wil hiermee de marktpositie in het Verenigd Koninkrijk verstevigen. Het bestuur van Direct line wees het eerste bod af en ook een verbeterd bod. Op 25 maart 2024 besloot Ageas de overnamepoging op te geven.

## Onderdelen
In 2022 was het premie-inkomen van de Groep, inclusief de niet-geconsolideerde entiteiten, 16 miljard euro. Hiervan is twee derde gerelateerd aan levensverzekeringen en de rest betreft andere verzekeringen. België heeft een aandeel van 30% in de premie-inkomsten, de rest van Europa zo'n 20% en de helft is afkomstig uit Azië. België levert de grootste bijdrage aan het nettoresultaat en wordt gevolgd door Azië 
Ageas bestaat uit de volgende onderdelen.
- 75% - AG Insurance (voorheen Fortis Insurance Belgium, partner is BNP Paribas Fortis met een belang van 25%)
- 100% - Ageas Insurance International (voorheen Fortis Insurance International)
- 45% - Royal Park Investments (gestructureerde kredietenportefeuille)

Alle andere onderdelen zijn verkocht, hierdoor heeft zowel Fortis Nederland (Fortis Bank Nederland en Fortis Verzekeringen Nederland) als Fortis Bank België niets meer te maken met Ageas.